# Сен-Нон, Жан-Клод Ришар, аббат де
Жан-Клод Ришар, аббат де Сен-Нон (фр. Jean-Claude Richard de Saint-Non 1727, Париж — 25 ноября 1791, Париж) — французский рисовальщик, археолог-любитель, живописец и гравёр. Считается одним из изобретателей техники акватинты в гравюре. Его часто называют «аббатом Сен-Нон», поскольку семья предназначала его к духовной карьере, но Жан-Клод никогда не выполнял более, чем самые мелкие обязанности для церкви.
Родовое имя Жан-Клод Ришар унаследовал от поместья отца Шато де Сен-Ном, расположенного в местности Сен-Ном-ла-Бретеш (Saint-Nom-la-Bretèche) в Ивелине (Иль-де-Франс). Благодаря своему происхождению Ришар стал советником парижского парламента. В 1752 году, когда большая часть членов парламента выразила несогласие с папской буллой «Unigenitus» («Единородный Сын»), осуждавшей еретическое учение янсенистов, парламентарии и с ними «аббат де Сен-Нон» были высланы из Парижа в Пуатье.
Сен-Нон путешествовал по Голландии, Англии (1750), Италии (1756). Заинтересовавшись искусством гравюры, он в 1759 году отправился в Рим, где подружился с французскими художниками Жаном-Оноре Фрагонаром и Юбером Робером, которые учились во Французской академии в Риме.
В 1778 году Ришар де Сен-Нон посетил Неаполь, Пестум и Сицилию. Вдохновлённый археологическими открытиями и архитектурой древнегреческих храмов на территории Италии, он написал трактат «Живописное путешествие, или описание королевств Неаполя и Сицилии» (Voyage pittoresque, ou description des royaumes de Naples et de Sicile, 1781—1786). Издание в 5-ти томах и с 417 гравюрами было осуществлено в Париже Жаном-Батистом Делафоссом в сотрудничестве с Пьером-Филиппом Шоффаром и бароном Д. Виван-Деноном (переиздание: 1828 г.). Бруно Невё считал это издание «самой амбициозной и самой успешной попыткой описать для всеобщего пользования, но с неукоснительной точностью, пейзажи и памятники этого неисчерпаемого Юга». Произведение, посвящённое королеве Марии-Антуанетте, «объединило таланты таких писателей и художников, как аббат де Сен-Нон, Виван Денон, Жан-Оноре Фрагонар, Луи-Жан Депре, Огюстен де Сент-Обен, одним словом, самого живого XVIII века». Пять томов, изданных Жаном-Батистом Делафоссом с 1781 по 1786 год, представляют собой «почти совершенный пример типографики и гравюры, достигнутый не только благодаря офортам на пластинах, но и благодаря полосам, флеронам и концовкам текста, большинство из которых были выгравированы самим Сен-Ноном».

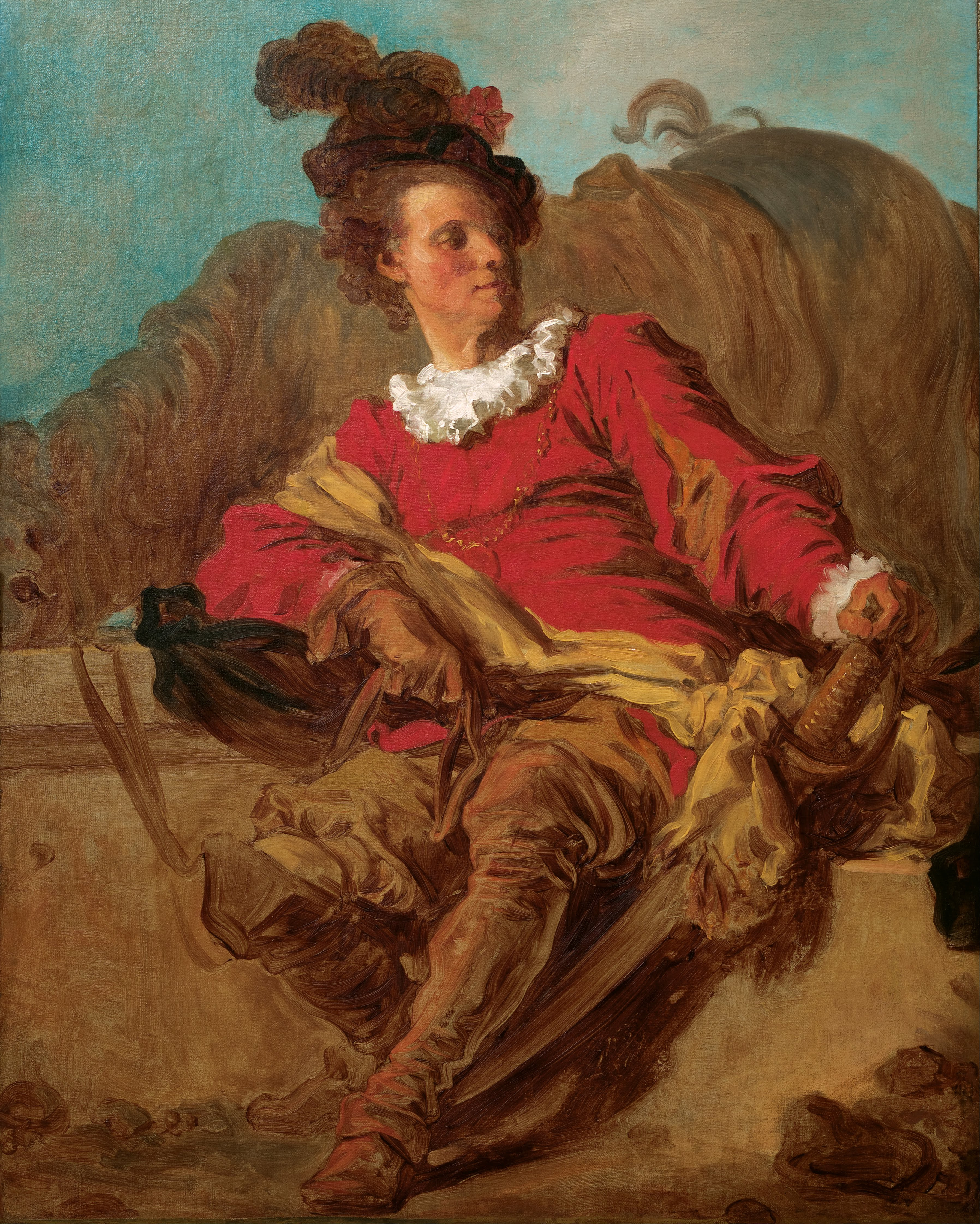
Ж.-О. Фрагонар. Портрет аббата Ришара де Сен-Нона «a l’Espagnole». Ок. 1769. Холст, масло. Национальный музей искусства Каталонии, Барселона

Фрагонар и Робер предоставляли Ришару свои рисунки с видами классического Рима для гравирования, которые тот издавал в виде альбомов: «Фрагменты картин … по итальянским мастерам» (Fragments de peintures … d’après les maîtres italiens, 1770—1773), «Виды Швейцарии» Vues de Suisse, 1777—1779), «Виды Рима» (Vues de Rome), «Коллекция грифонов, пейзажей, старинных фрагментов и исторических предметов» (Recueil de griffonis, vues, paysages, fragments antiques et sujets historiques), по картинам Ю. Робера: «Вид на сады виллы Маттеи на окраине Рима» (Vue dans les jardins de Villa Mattei aux environs de Rome, 1761).
Ж.-О. Фрагонар написал романтический портрет Ришара де Сен-Нона в фантастическом костюме, который в настоящее время экспонируется в парижском Лувре (на иллюстрации справа). На другом портрете Фрагонар изобразил Сен-Нона «a l’Espagnole» (в испанском костюме; ок. 1769. Национальный музей искусства Каталонии).